# Rhinotus hicksoni
Rhinotus hicksoni är en mångfotingart som först beskrevs av Pocock 1894.  Rhinotus hicksoni ingår i släktet Rhinotus och familjen Siphonotidae. Inga underarter finns listade i Catalogue of Life.